# Nhà Longwood

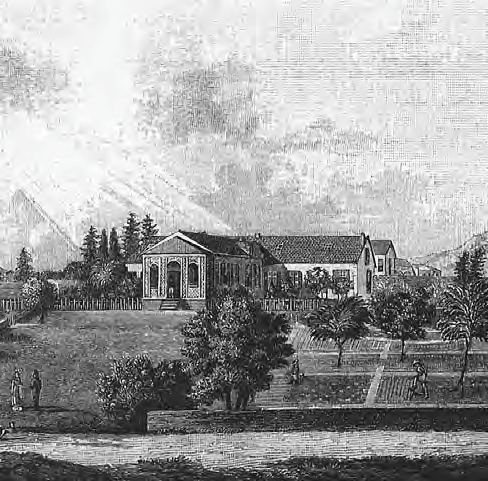
Longwood là nơi Napoleon sống trên đảo Saint Helena trong 6 năm lưu đày, từ năm 1815.

Nhà Longwood là nơi hoàng đế Napoleon Bonaparte đã từng ở trong thời gian sống lưu vong trên đảo Saint Helena trong khoảng thời gian từ 10 tháng 12 năm 1815 cho đến khi qua đời vào ngày 5 tháng 5 năm 1821. Ngôi nhà nằm trên một đồng bằng lộng gió cách Jamestown, khu dân cư chính của đảo khoảng 6 km.

## Lịch sử
Trước đây ngôi nhà là nơi cư trú vào mùa hè của Phó Thống đốc và được chuyển cho Napoleon sử dụng vào năm 1815. Chính phủ Anh công nhận thiếu sót khi để Napoleon sống trong một ngôi nhà Hoàng gia cũ, và đến những năm cuối đời của vị hoàng đế này, chính phủ Anh mới cho xây dựng một ngôi nhà mới gần đó, nhưng ông đã không bao giờ được ở ngôi nhà mới đó. Trong tháng 2 năm 1818, Thống đốc Sir Hudson Lowe đề xuất với Earl Bathurst thứ ba để đưa Napoleon tới Rosemary Hall, một ngôi nhà có sẵn trên đảo, nằm tại một khu vực đông người tới và được che chắn trước những cơn gió và sương mù từ biển, cũng là nơi Napoleon ưa thích. Nhưng những tiết lộ của Gaspard Gourgaud ở London cho biết là Earl Bathurst cho rằng, Longwood là nơi an toàn hơn để giữ Napoleon, nơi mà chỉ một lối thoát và cũng rất khó khăn để trốn thoát được. Vì vậy, việc xây dựng ngôi nhà mới chỉ bắt đầu vào tháng 5 năm 1818, sau khoảng thời gian 3 năm Napoleon bị lưu đày ra đảo.

### Sau khi Napoleon mất

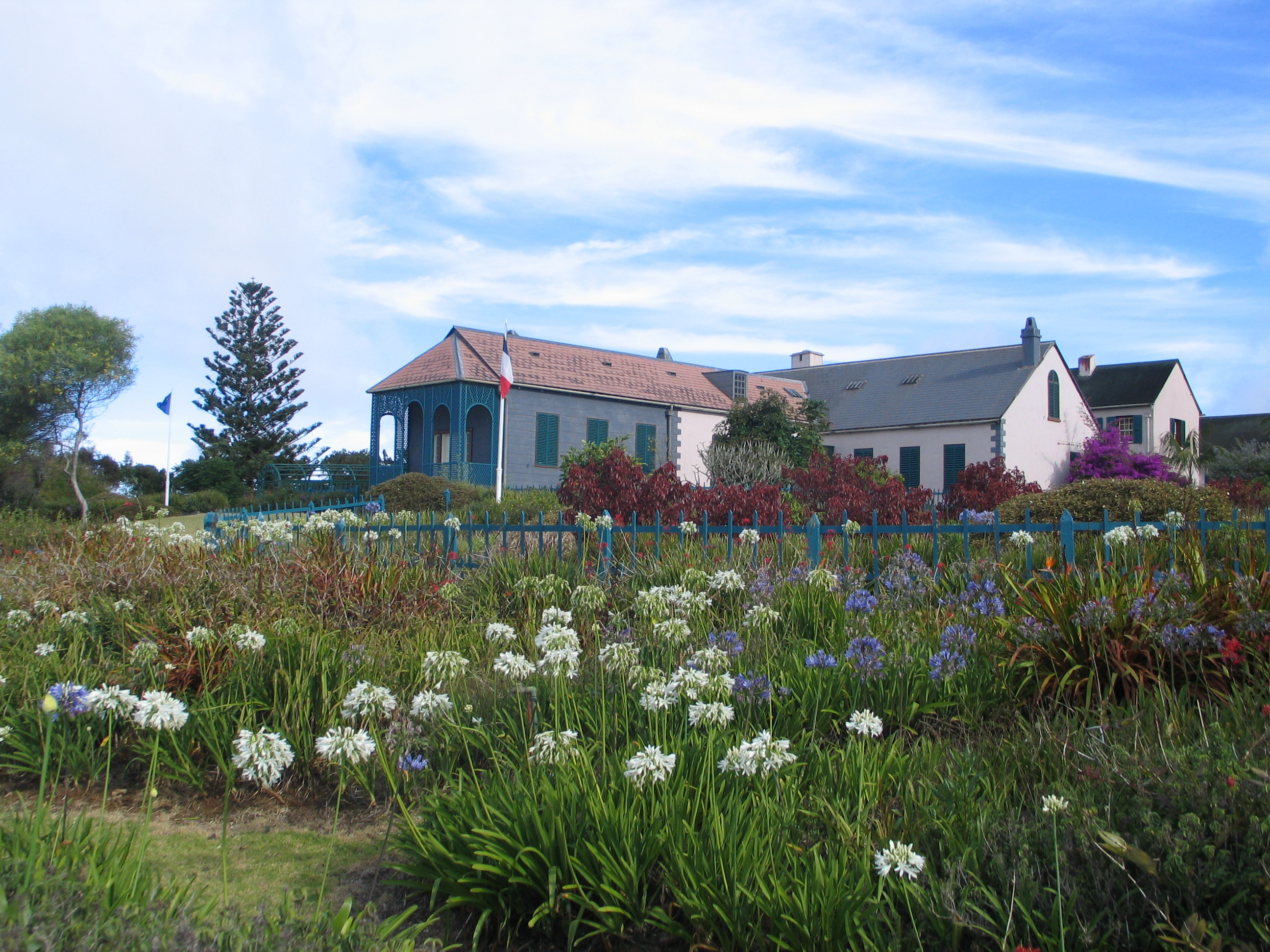
Longwood, năm 2008

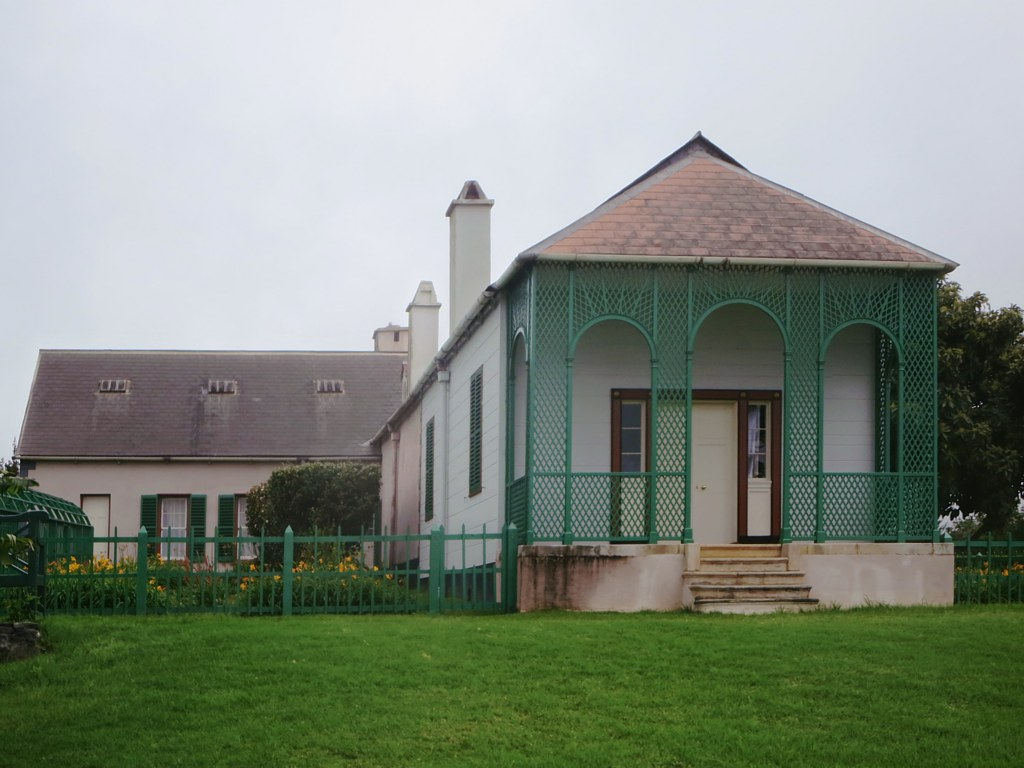
Nhà Longwood vào tháng 9 năm 2014

Sau khi Napoleon mất, Longwood trở lại thành tài sản của Công ty Đông Ấn trước khi chuyển giao cho Hoàng gia, và được sử dụng cho mục đích nông nghiệp. Từ năm 1854, Pháp đàm phán về việc chuyển quyền sở hữu nó với chính phủ Anh. Năm 1858, ngôi nhà đã được chuyển giao cho Chính phủ Pháp cùng với các thung lũng và khu mộ của Napoleon bằng một khoản tiền trị giá 7.100 bảng Anh. Kể từ đó, ngôi nhà nằm dưới sự kiểm soát của Bộ Ngoại giao Pháp và đại diện Chính phủ Pháp sống trên đảo có trách nhiệm quản lý tài sản. Năm 1959, một tài sản khác là Briars, nơi Napoleon đã ở lại trong hai tháng đầu tiên trước khi sống tại Longwood, đã được trao lại cho Chính phủ Pháp bởi Mabel Brookes.
Trải qua thời gian, ngôi nhà bị hư hại bởi mối, trong những năm 1940 của Chính phủ Pháp có ý định phá dỡ tòa nhà. Ngôi nhà Longwood mới và nhà Balcombe tại Briars đã bị phá hủy vào thời điểm đó, nhưng Longwood đã được cứu khi công trình được khôi phục. Những bậc đá phía trước chính là những gì còn nguyên lại từ khi ngôi nhà được xây dựng cho tới bây giờ.
Ngày nay, nó trở thành một bảo tàng thuộc sở hữu của Chính phủ Pháp, và là một trong hai bảo tàng trên đảo cùng với Bảo tàng Saint Helena. Trong ngôi nhà vẫn còn lưu giữ những nội thất và vật dụng từ hồi Napoleon.